# The Time of Our Lives
Time of our Lifes e мини албум на младата певица и актриса Майли Сайръс. Излиза официално в продажба на 31 август 2009 г., благодарение на Hollywood Records. В него са включени 7 песни: Party In The Usa, Talk is Sheap, Obsessed, When I look at you (част от саундтрака на The Last Song), Kicking and Screaming и Before The Storm (лайф вариант на песента – дует с Ник Джонас). Пилотната песен е Party In the USA, към която има и клип. Тя е безспорен хит в Америка, като разбива всички летни чартове. Клипът ѝ излиза през септември. Интересен факт, около въпросната песен е, че Барак Обама е избрал Майли за тийн на годината именно заради нея, защото е довела партито в Америка. Майли е заснела и видеоклипове към още една песен – When I look at you.
Албумът ще бъде продаван в магазините Wal-mart заради модната линия на Майли с Макс Азрия. В този албум Сайръс работи с продуценти като Dr.Luke, Claude Kelly и John Shanks – писателят, който написа сполучливата песен „The Climb“. Всички песни от албума са по истински чувства и са преживени.
Във Европейското издание на албума е включена и песента The Climb – хитова песен от филма „Хана Монтана“.
На български албумът се превежда като „Времето на нашия живот“.

## Песни
1. „Kicking and Screaming“ – 2:58
2. „Party in the U.S.A.“ – 3:22
3. „When I Look at You“ – 4:09
4. „The Time of Our Lives“ – 3:32
5. „Talk is Cheap“ – 3:40
6. „Obsessed“ – 4:04
7. „Before the Storm“ – 4:18